# Эскеэри
Эскеэри́ (фр. Esquéhéries) — коммуна во Франции, находится в регионе Пикардия. Департамент коммуны — Эна. Входит в состав кантона Гюиз. Округ коммуны — Вервен.
Код INSEE коммуны — 02286.

## Население
Население коммуны на 2010 год составляло 850 человек.
| 1962 | 1968 | 1975 | 1982 | 1990 | 1999 | 2010 |
| ---- | ---- | ---- | ---- | ---- | ---- | ---- |
| 1183 | 1164 | 1061 | 1010 | 1005 | 866  | 850  |

## Экономика
В 2010 году среди 540 человек трудоспособного возраста (15—64 лет) 376 были экономически активными, 164 — неактивными (показатель активности — 69,6 %, в 1999 году было 63,2 %). Из 376 активных жителей работали 339 человек (197 мужчин и 142 женщины), безработных было 37 (15 мужчин и 22 женщины). Среди 164 неактивных 32 человека были учениками или студентами, 55 — пенсионерами, 77 были неактивными по другим причинам.